# Peptid
Peptidi su kratki polimeri aminokiselinskih monomera vezani peptidnim vezama. 
Povezivanjem najmanje dvije aminokiseline nastaju peptidi. U kemijskoj reakciji sudjeluju amino-skupina jedne aminokiseline i karboksilna skupina druge aminokiseline, te nastaju peptid i voda. Na ovaj način nastala kemijska veza zove se peptidna veza. Stoga se obratno usmjeren proces zove hidroliza peptidne veze ili kraće hidroliza peptida. Ime nastalog spoja formira se od imena aminokiselina koje su ušle u reakciju i to tako da se aminokiselini čija karboksilna skupina ulazi u reakciju doda nastavak -il, a aminokiselini čija amino-skupina ulazi u reakciju ime ostaje nepromijenjeno. Povežu li se tri aminokiseline u peptid, aminokiselina kojoj je u reakciji sudjelovala samo amino-skupina ne mijenja ime. Isto vrijedi i za više od tri aminokiseline u reakciji. 
Peptidima se smatraju svi spojevi nastali međusobnim povezivanjem aminokiselina, a čija molarna masa ne prelazi 10.000 daltona tj. sastavljeni su od približno 10 aminokiselina. Spojevi molekularne mase od 10.000 do 100.000 daltona i koji sadrže približno 100 aminokiselina smatraju se polipeptidima, a oni molekularne mase veće od 100.000 daltona ili koji sadrže više od 100 aminokiselina smatraju se bjelančevinama.